# Maria Theresia von Paradis
Maria Theresia von Paradis (of Maria Theresia Paradis) (Wenen, 15 mei 1759 – aldaar, 1 februari 1824) was een Oostenrijks pianiste, zangeres, componiste en muziekpedagoge. Zij verloor reeds op jonge leeftijd haar gezichtsvermogen. Mogelijk heeft Wolfgang Amadeus Mozart zijn 18e pianoconcert voor haar gecomponeerd.

## Biografie

### Jeugd
Von Paradis was de dochter van Joseph Paradis, rijksminister van handel en hofraadsman van keizerin Maria Theresia, naar wie zij is vernoemd. Tussen haar tweede en vijfde levensjaar begon zij haar gezichtsvermogen te verliezen. Von Paradis werd van eind 1776 tot medio 1777 behandeld door de Duitse arts Franz Anton Mesmer; hij was in staat om haar gezichtsvermogen tijdelijk te verbeteren totdat zij uit zijn zorg werd verwijderd. Onduidelijk is of dit was vanwege een mogelijk schandaal of vanwege het potentiële verlies van een invaliditeitstoelage. Wat echter wel vaststaat, is dat Von Paradis na het vertrek van Mesmer permanent blind werd.

### Muziek
Von Paradis kreeg een brede muziekopleiding en kreeg les van onder anderen:
- Karl Frieberth (muziektheorie en compositie)
- Leopold Antonín Koželuh (piano)
- Vincenzo Righini (zang)
- Antonio Salieri (zang en compositie)
- Georg Joseph Vogler (muziektheorie en compositie).

### Rondreizen door Europa
Paradis bleef niet enkel in Wenen. In 1783 maakte ze een uitgebreide rondreis naar Parijs en Londen, vergezeld door haar moeder en haar librettist Johann Riedinger. In augustus van dat jaar bezochten zij de Mozarts in Salzburg, hoewel in het dagboek van Nannerl het bezoek in september wordt gesitueerd. Vervolgens speelde ze in Frankfurt en diverse andere Duitse steden, waarna zij terechtkwam in Zwitserland. In maart 1784 bereikte zij de Franse hoofdstad. Haar eerste concert aldaar was bij de Concert spirituel. In totaal trad zij 14 keer op in Parijs met goede recensies tot gevolg. Tevens steunde ze Valentin Haüy bij het stichten van de eerste school voor de blinden, die opende in 1785.

...men moet haar hebben gehoord om een idee te vormen van de raakheid, de precisie, de vloeiendheid en de levendigheid van haar spel.
— Journal de Paris (1784)

Eind 1784 reisde zij naar Londen. Aldaar verbleef zij enige maanden en trad een aantal keren op in Carlton House de latere residentie van koning George IV en in de zalen aan Hanover Square. Ze speelde de fuga's van Händel voor George III, op dat moment de kroonprins. Haar concerten werden minder goed ontvangen en minder goed bezocht dan in Parijs het geval was; toch bleef zij rondreizen door West-Europa. Von Paradis reisde door naar Hamburg waar zij Carl Philipp Emanuel Bach ontmoette en via Berlijn en Praag keerde zij na bijna twee jaar terug in Wenen in 1786. Aanvankelijk wilde ze nog concerten gaan geven in Italië en Rusland, maar later in 1797 besloot ze terug naar Praag te gaan voor de productie van haar opera Rinaldo und Alcina.

### Composities en latere leven
Gedurende haar rondreis door Europa begon Von Paradis met het componeren van muziek voor piano en zang. Haar vroegste werk is een collectie composities genaamd Zwölf Lieder auf Ihrer Reise in Musik gesetzt en gecomponeerd tussen 1784 en 1786. Haar beroemdste werk de Sicilienne in Es-majeur voor pianokwartet is mogelijk geplagieerd: deze lijkt te zijn afgeleid van Von Webers vioolsonate opus 10, nummer 1. Vanaf 1789 ging Von Paradis meer tijd besteden aan componeren dan aan optreden. Tot 1797 componeert ze vijf opera's en drie cantates. Nadat haar opera Rinaldo un Alcina was geflopt, richtte zij zich meer op lesgeven. In 1808 stichtte zij haar eigen muziekschool in Wenen alwaar ze zang, piano en muziektheorie doceerde aan meisjes. Een serie van zondagsconcerten bracht telkens het werk van haar beste leerlingen. Ze bleef lesgeven tot aan haar overlijden in 1824.

## Literaire verwerking
Schrijver Noud Bles wijdde aan de betrekkingen tussen Maria Theresia von Paradis en Mozart een fictioneel verhaal, getiteld 'De blinde liefde voor Wolfgang Amadeus'. Het verscheen eerst in het tijdschrift Bühne, nr. 9, 2008, en werd opgenomen in Bles' 'verzamelde verhalen'  Het model van de wereld (Soesterberg: Aspekt, 2025, pp. 223-234.

## Bladmuziek
- (en)  IMSLP, inclusief het beroemde Sicilienne in Es-majeur voor viool en piano.

- Bibsys: 2128164
- Biblioteca Nacional de España: XX4785860
- Bibliothèque nationale de France: cb14822308k (data)
- CiNii: DA0817944X
- Gemeinsame Normdatei: 118937367
- International Standard Name Identifier: 0000 0001 1609 5452
- Library of Congress Control Number: n82059306
- Nationale Bibliotheek van Letland: 000050883
- MusicBrainz: e88264ab-ec6b-4306-8505-859c555d3a09
- Bibliotheek van het Japanse parlement: 01142858
- Nationale Bibliotheek van Tsjechië: jn19990006361
- Nationale bibliotheek van Australië: 35733273
- Nationale Bibliotheek van Israël: 987007266362305171
- Nationale Bibliotheek van Polen: a0000001675883
- Nederlandse Thesaurus van Auteursnamen: 143865056
- Réseau des bibliothèques de Suisse occidentale: 02-A022710282
- SNAC: w6rg0bd0
- Système universitaire de documentation: 157469107
- Trove: 1062765
- Virtual International Authority File: 24867189
- WorldCat: E39PBJcWvGKRGtmGJ6kFrbymVC